# MetroTram de Berlin

Logo de MetroTram.

Les lignes de MetroTram de Berlin sont des lignes de tramway bénéficiant d'un service amélioré, avec des horaires cadencés et des correspondances améliorées. Elles sont regroupées avec les lignes de MetroBus dans le MetroNetz lancé par la BVG (compagnie des transports berlinois) en 2004 pour améliorer l'offre globale de transport dans la ville. Les horaires de passage des rames sont de toutes les 10 minutes maximum en journée et 30 minutes la nuit.

## Ligne M1Schillerstraße↔Am Kupfergraben
Elle a une longueur de 12,4 km et comporte 39 stations.
La ligne M1 débute dans le Nord-Est de Berlin dans la zone résidentielle de Niederschönhausen et rejoint la gare de Pankow. Sous le viaduc de la Ligne 2 (métro de Berlin), le tram traverse le quartier branché de Prenzlauer Berg, puis à travers la Kastanienallee en direction de Berlin-Mitte (Centre-Ville). Après la station Hackescher Markt, la ligne passe à travers la Oranienburgerstraße, la Friedrichstraße et atteint finalement l'île aux musées à la station Am Kupfergraben.